# Гредінарі (Біхор)
Гредінарі (рум. Grădinari) — село у повіті Біхор в Румунії. Входить до складу комуни Дрегенешть.
Село розташоване на відстані 379 км на північний захід від Бухареста, 59 км на південний схід від Ораді, 94 км на захід від Клуж-Напоки, 131 км на північний схід від Тімішоари.

## Населення
За даними перепису населення 2002 року у селі проживала 461 особа.
Національний склад населення села:
| Національність | Кількість осіб | Відсоток |
| -------------- | -------------- | -------- |
| угорці         | 220            | 47,7%    |
| румуни         | 201            | 43,6%    |
| цигани         | 40             | 8,7%     |

Рідною мовою назвали:
| Мова      | Кількість осіб | Відсоток |
| --------- | -------------- | -------- |
| угорська  | 219            | 47,5%    |
| румунська | 201            | 43,6%    |
| циганська | 40             | 8,7%     |